# تانری (ویرجینیای غربی)
تانری (به انگلیسی: Tannery) یک منطقهٔ مسکونی در ایالات متحده آمریکا است که در شهرستان هاردی، ویرجینیای غربی واقع شده‌است. تانری ۲۷۱٫۸۸ متر بالاتر از سطح دریا واقع شده‌است.